# Total Death
Total Death är ett musikalbum av det norska black metal-bandet Darkthrone, utgivet 1996 av skivbolaget Moonfog Productions. Total Death är Darkthrones sjätte studioalbum.

## Låtlista
1. "Earth's Last Picture" – 5:12
2. "Blackwinged" – 4:31
3. "Gather for Attack on the Pearly Gates" – 4:53
4. "Black Victory of Death" – 4:00
5. "Majestic Desolate Eye" – 3:07
6. "Blasphemer" – 4:01
7. "Ravnajuv" – 4:20
8. "The Serpents Harvest" – 5:43
9. "God of Disturbance and Friction" (bonusspår på 2011-utgåvan)

- Musik: Fenriz (spår 1, 4, 6, 8), Nocturno Culto (spår 2, 3, 5, 7)
- Text: Garm (Kristoffer Rygg, spår 1), Nocturno Culto (spår 2, 3, 5, 7), Ihsahn (Vegard Sverre Tveitan, spår 4), Carl-Michael Eide (spår 6), Satyr (Sigurd Wongraven, spår 8)

## Medverkande
Musiker (Darkthrone-medlemmar)
- Nocturno Culto (Ted Arvid Skjellum) – sång, gitarr, basgitarr
- Fenriz (Gylve Fenris Nagell) – trummor, gitarr, sång

Produktion
- Nocturno Culto – producent, omslagsdesign
- P.A. Roald – ljudtekniker
- Günther Pauler – mastring
- Union of Lost Souls – omslagsdesign
- Tomas Lindberg – logo